# Вітоло (футболіст, 1983)
Віктор Хав'єр Аньїно Бермудес (ісп. Víctor Javier Añino Bermudez, нар. 9 вересня 1983, Санта-Крус-де-Тенерифе), відомий як Вітоло (ісп. Vitolo) — іспанський футболіст, півзахисник клубу «Санта Урсула».
Виступав, зокрема, за клуби ПАОК, «Панатінаїкос» та «Тенерифе», а також молодіжну збірну Іспанії.

## Клубна кар'єра
Народився 9 вересня 1983 року в місті Санта-Крус-де-Тенерифе. Вихованець футбольної школи клубу «Тенерифе».
У дорослому футболі дебютував 2001 року виступами за команду «Тенерифе Б», у якій провів два сезони, взявши участь у 20 матчах чемпіонату. 
Згодом з 2003 по 2009 рік грав у складі команд «Тенерифе», «Расінг», «Сельта Віго» та «Аріс».
Своєю грою за останню команду привернув увагу представників тренерського штабу клубу ПАОК, до складу якого приєднався 2009 року. Відіграв за клуб із Салонік наступні два сезони своєї ігрової кар'єри.
У 2011 році уклав контракт з клубом «Панатінаїкос», у складі якого провів наступні два роки своєї кар'єри гравця. Більшість часу, проведеного у складі «Панатінаїкоса», був основним гравцем команди.
Протягом 2013—2014 років захищав кольори клубу «Елязигспор».
З 2014 року знову, цього разу чотири сезони захищав кольори клубу «Тенерифе».  Граючи у складі «Тенерифе» також здебільшого виходив на поле в основному складі команди.
Протягом 2018—2019 років захищав кольори клубу «Картахена».
До складу клубу «Санта Урсула» приєднався 2019 року.

## Виступи за збірні
У 2003 році дебютував у складі юнацької збірної Іспанії (U-20), загалом на юнацькому рівні взяв участь у 6 іграх.
Протягом 2004–2005 років залучався до складу молодіжної збірної Іспанії. На молодіжному рівні зіграв у 12 офіційних матчах.

## Статистика виступів

### Статистика клубних виступів
| Сезон                    | Команда                  | Чемпіонат                | Чемпіонат | Чемпіонат | Національний кубок | Національний кубок | Національний кубок | Континентальні кубки | Континентальні кубки | Континентальні кубки | Інші змагання | Інші змагання | Інші змагання | Усього за | Усього за |
| Сезон                    | Команда                  | Ліга                     | Ігор      | Голів     | Ліга               | Ігор               | Голів              | Ліга                 | Ігор                 | Голів                | Ліга          | Ігор          | Голів         | Ігор      | Голів     |
| ------------------------ | ------------------------ | ------------------------ | --------- | --------- | ------------------ | ------------------ | ------------------ | -------------------- | -------------------- | -------------------- | ------------- | ------------- | ------------- | --------- | --------- |
| 2005–06                  | «Расінг»                 | ПД                       | 33        | 0         | КІ                 | 1                  | 0                  | -                    | -                    | -                    | -             | -             | -             | 34        | 0         |
| 2006–07                  | «Расінг»                 | ПД                       | 33        | 0         | КІ                 | 1                  | 0                  | -                    | -                    | -                    | -             | -             | -             | 34        | 0         |
| Усього за «Расінг»       | Усього за «Расінг»       | Усього за «Расінг»       | 66        | 0         |                    | 2                  | 0                  |                      | -                    | -                    |               | -             | -             | 68        | 0         |
| 2007–08                  | «Сельта Віго»            | СД                       | 34        | 0         | КІ                 | 1                  | 0                  | -                    | -                    | -                    | -             | -             | -             | 35        | 0         |
| 2008–09                  | «Аріс»                   | СЛ                       | 21        | 0         | КГ                 | 3                  | 0                  | -                    | -                    | -                    | -             | -             | -             | 24        | 0         |
| 2009–10                  | ПАОК                     | СЛ                       | 21+5      | 1         | КГ                 | 3                  | 0                  | ЛЄ                   | 2                    | 0                    | -             | -             | -             | 31        | 1         |
| 2010–11                  | ПАОК                     | СЛ                       | 19+6      | 1+1       | КГ                 | 2                  | 0                  | ЛЧ+ЛЄ                | 2+8                  | 0                    | -             | -             | -             | 37        | 2         |
| Усього за ПАОК           | Усього за ПАОК           | Усього за ПАОК           | 40+11     | 2+1       |                    | 5                  | 0                  |                      | 12                   | 0                    |               | -             | -             | 68        | 3         |
| 2011–12                  | «Панатінаїкос»           | СЛ                       | 21+4      | 0         | КН                 | 2                  | 0                  | ЛЧ+ЛЄ                | 0+1                  | 0                    | -             | -             | -             | 28        | 0         |
| 2012–13                  | «Панатінаїкос»           | СЛ                       | 26        | 4         | КГ                 | 3                  | 0                  | ЛЧ+ЛЄ                | 4+6                  | 0+1                  | -             | -             | -             | 39        | 5         |
| Усього за «Панатінаїкос» | Усього за «Панатінаїкос» | Усього за «Панатінаїкос» | 47+4      | 4         |                    | 5                  | 0                  |                      | 11                   | 1                    |               | -             | -             | 67        | 5         |
| 2013–14                  | «Елязигспор»             | СЛ                       | 11        | 0         | КТ                 | 4                  | 0                  | -                    | -                    | -                    | -             | -             | -             | 15        | 0         |
| 2014–15                  | «Тенерифе»               | СД                       | 38        | 5         | КІ                 | 1                  | 0                  | -                    | -                    | -                    | -             | -             | -             | 39        | 5         |
| 2015–16                  | «Тенерифе»               | СД                       | 40        | 0         | КІ                 | 0                  | 0                  | -                    | -                    | -                    | -             | -             | -             | 40        | 0         |
| 2016–17                  | «Тенерифе»               | СД                       | 40+4      | 0         | КІ                 | 1                  | 0                  | -                    | -                    | -                    | -             | -             | -             | 45        | 0         |
| 2017–18                  | «Тенерифе»               | СД                       | 23        | 0         | КІ                 | 2                  | 0                  | -                    | -                    | -                    | -             | -             | -             | 25        | 0         |
| Усього за «Тенерифе»     | Усього за «Тенерифе»     | Усього за «Тенерифе»     | 141+4     | 5         |                    | 4                  | 0                  |                      | -                    | -                    |               | -             | -             | 149       | 5         |
| 2018–19                  | «Картахена»              | СДБ                      | 2         | 0         | КІ                 | 1                  | 0                  | -                    | -                    | -                    | -             | -             | -             | 3         | 0         |
| Усього за кар'єру        | Усього за кар'єру        | Усього за кар'єру        | 381       | 12        |                    | 25                 | 0                  |                      | 23                   | 1                    |               | -             | -             | 429       | 13        |